# Area del Monte Ferru di Tertenia
Area del Monte Ferru di Tertenia este o arie protejată (arie specială de conservare — SAC, sit de importanță comunitară — SCI) din Italia întinsă pe o suprafață de 2.625 ha, din care 3 % marine.

## Localizare
Centrul sitului Area del Monte Ferru di Tertenia este situat la coordonatele 39°43′32″N 9°38′07″E / 39.725556°N 9.635278°E.

## Înființare
Situl Area del Monte Ferru di Tertenia a fost declarat sit de importanță comunitară în septembrie 1995 pentru a proteja 20 de specii de animale. Situl a fost protejat și ca arie specială de conservare în august 2019.

## Biodiversitate
Situată în ecoregiunea mediteraneană, aria protejată conține 15 habitate naturale: Phrygana endemică cu Euphorbio-Verbascion, Pseudostepă cu ierburi și specii anuale de Thero-Brachypodietea, Bancuri de nisip acoperite în permanență slab de apă marină, Golfuri mici largi și golfuri puțin adânci, Peșteri marine scufundate complet sau parțial, Galerii și tufărișuri riverane sudice (Nerio-Tamaricetea și Securinegion tinctoriae), Tufărișuri termo-mediteraneene și de pre-deșert, Păduri de Olea și Ceratonia, Râuri mediteraneene cu debit intermitent, cu specii de Paspalo-Agrostidion, Straturi cu Posidonia (Posidonion oceanicae), Păduri de Quercus ilex și Quercus rotundifolia, Vegetație anuală la limita mareei, Recifuri, Matorral arborescenți cu Juniperus spp., Faleze cu vegetație de Limonium spp. endemic de pe coastele mediteraneene.
La baza desemnării sitului se află mai multe specii protejate:
- păsări (12): uliu porumbar (Accipiter gentilis arrigonii), Alectoris barbara, acvilă de munte (Aquila chrysaetos), Calonectris diomedea, Falco eleonorae, șoim călător (Falco peregrinus), sfrâncioc roșiatic (Lanius collurio), Larus audouinii, ciocârlie de pădure (Lullula arborea), Phalacrocorax aristotelis desmarestii, Sylvia sarda, silvie de tufiș (Sylvia undata)
- amfibieni (2): Discoglossus sardus, Speleomantes imperialis
- mamifere (3): liliac cu aripi lungi (Miniopterus schreibersii), Myotis punicus, muflon (Ovis aries musimon)
- reptile (3): Caretta caretta, țestoasa de baltă (Emys orbicularis), Euleptes europaea

Pe lângă speciile protejate, pe teritoriul sitului au mai fost identificate 29 de specii de păsări, 3 specii de amfibieni, 2 specii de mamifere, 3 specii de nevertebrate, 7 specii de reptile.